# 란제리 살인사건
"란제리 살인사건"은 2015년에 개봉한 대한민국의 영화이다.

## 캐스팅
- 권민중 : 이하정 역
- 원기준 : 김철균 역
- 권민 : 권재규 역
- 김병춘 : 이하연 역
- 송영규 : 최 비서 역
- 라희 : 이하연 역
- 오시은 : 도세라 역
- 권홍석 : 이형우 역
- 김효수 : 윤용일 역
- 홍창훈 : 배혁수 역
- 곽종현 : 호텔 매니져 역
- 이규창 : 종구 역
- 변윤지 : 어린자매1 역
- 최여원 : 어린자매2 역
- 한창혁 : 형사1 역
- 신영훈 : 형사2 역
- 허재성 : 형사3 역
- 김상호 : 섹시대물 역
- 최영희 : 여종업원 역
- 김정훈 : 손님1 역
- 김영희 : 손님2 역
- 김선주 : 손님3 역
- 최국 : PC방 남자 역 (우정출연)
- 한성식 : 주치의 역 (우정출연)
- 한상아 : 여형사 역 (우정출연)
- 김정석 : 잡지사부장 (목소리) 역 (우정출연)
- 양재현 : 이하정의 남자친구 (목소리) 역 (특별출연)